# Rodwell Makoto
Rodwell Makoto es un ajedrecista de Zimbabue nacido el 2 de agosto de 1987 Maestro Internacional desde 2013 y ganador del South African Open en 2012